# Even Cowgirls Get the Blues
Even Cowgirls Get the Blues es una película dramática-cómica-romántica estadounidense de 1993 basada en la novela homónima de Tom Robbins. La película fue dirigida por Gus Van Sant, quien aparece como Gus Van Sant, Jr. en los créditos, y protagonizada por Uma Thurman y Lorraine Bracco. La película fue titulada Even cowgirls get the blues, traducida como Ellas también se deprimen en España y Las mujeres también se ponen tristes en Argentina. El narrador es el propio Tom Robbins. La película fue dedicada al fallecido River Phoenix.

## Argumento
Sissy Hankshaw, interpretada por Uma Thurman, recorrió desde joven Estados Unidos pidiendo aventones. Trabajando como modelo, su agente de Nueva York le consigue un papel en un anuncio publicitario en su propio rancho en California. Allí conoce a Bonanza Jellybean, una de las chicas del rancho, con quien tomará el rancho, generando intervención policial.

## Recepción
La película fue un fracaso comercial y entre la crítica. Después de su estreno mundial en septiembre de 1993 en el Festival de Cine de Toronto, la película estaba lista para ser proyectada en los cines, pero debido a la respuesta negativa, fue postergada y vuelta a editar. Fue estrenada en mayo de 1994 en los Estados Unidos. Recibió dos nominaciones a los premios Razzie: peor actriz (Uma Thurman) y peor actriz de reparto (Sean Young).

## Reparto
- Tom Robbins como narrador (voz).
- Uma Thurman como Sissy Hankshaw.
- Lorraine Bracco como Delores Del Ruby.
- Pat Morita como The Chink.
- Angie Dickinson como Miss Adrian.
- Keanu Reeves como Julian Gitche.
- John Hurt como la Condesa.
- Rain Phoenix como Bonanza Jellybean.
- Ed Begley, Jr. como Rupert.
- Carol Kane como Carla.
- Sean Young como Marie Barth.
- Crispin Glover como Howard Barth.
- Roseanne Arnold como Madame Zoe.
- Buck Henry como Dr. Dreyfus.
- Grace Zabriskie como Mrs. Hankshaw
- Ken Kesey como Mr. Hankshaw.
- Heather Graham como Cowgirl Heather.
- Udo Kier como director comercial.
- Lin Shaye como Rubber Rose Maid.
- William S. Burroughs como él mismo.
- Edward James Olmos como músico en la barbacoa (sin acreditar).
- River Phoenix como Pilgrim (sin acreditar; la película está dedicada a él).
- Steve Buscemi (escenas eliminadas del montaje final).[3]